# アンソニー・ペッカム
アンソニー・ペッカム（Anthony Peckham）は、南アフリカ共和国出身の脚本家。

## 人物
ケープタウン大学で政治・歴史・英語を学ぶ。その後、アパルトヘイト政策に反感を持った彼はアメリカ合衆国へと渡り、サンフランシスコ州立大学で映画を学んだ。
1990年に『ダーク・アサシン』でデビュー。2009年には、故郷の南アフリカを題材とした映画『インビクタス/負けざる者たち』の脚本を執筆する。

## フィルモグラフィ
- ダーク・アサシン The Assassin (1990) - 脚本・原案
- サウンド・オブ・サイレンス Don't Say a Word (2001) - 脚本
- 5デイズ 5ive Days to Midnight (2004、テレビ) - 脚本・製作総指揮
- インビクタス/負けざる者たち Invictus (2009) - 脚本
- シャーロック・ホームズ Sherlock Holmes (2009) - 脚本